# Tamaricades decorata
Tamaricades decorata är en insektsart som beskrevs av Haupt 1917. Tamaricades decorata ingår i släktet Tamaricades och familjen dvärgstritar. Inga underarter finns listade i Catalogue of Life.